# Vallåivjauratje
Vallåivjauratje är en sjö i Sorsele kommun i Lappland och ingår i Umeälvens huvudavrinningsområde. Sjön har en area på 0,0741 kvadratkilometer och ligger 796,2 meter över havet. Vallåivjauratje ligger i Vindelfjällen Natura 2000-område.

## Delavrinningsområde
Vallåivjauratje ingår i det delavrinningsområde (732061-154315) som SMHI kallar för Ovan Bolonbäcken. Medelhöjden är 840 meter över havet och ytan är 77,59 kvadratkilometer. Det finns inga avrinningsområden uppströms utan avrinningsområdet är högsta punkten. Nedra Gertsbäcken (Övra Giertsbäcken) som avvattnar avrinningsområdet har biflödesordning 3, vilket innebär att vattnet flödar genom totalt 3 vattendrag innan det når havet efter 388 kilometer. Avrinningsområdet består mestadels av kalfjäll (86 procent). Avrinningsområdet har 0,07 kvadratkilometer vattenytor vilket ger det en sjöprocent på 0,1 procent.